# Bacchisa pallens
Bacchisa pallens es una especie de escarabajo longicornio del género Bacchisa, tribu Astathini, subfamilia Lamiinae. Fue descrita científicamente por Chen en 1936.

## Descripción
Mide 9-13,5 milímetros de longitud.

## Distribución
Se distribuye por China.